# إسحاق خنجي
إسحاق قاسم خنجي (ولد في 1943 في المنامة، البحرين - توفي في 23 يونيو 2014 في المنامة، البحرين) مدرس ولاعب كرة قدم وفنان تشكيلي بحريني.

## النشأة والتعليم
نشأ خنجي في فريج العوضية (الذواودة). والده هو الشيخ قاسم عبد الجبار خنجي الذي كان عمدة المنطقة ومن هنا جاءت تسميته بالشيخ حيث كانت حفلات الأعراس تقام في منزله الذي يعلوه البادقير ووالدته من عائلة خنجي أيضا وجده عبد الجبار خنجي كان واليا على البصرة أيام الدولة العثمانية. لديه أربعة إخوة وهم عبد الصمد وعبد القادر وعبد الواحد وعبد الجبار.
درس على يد الملا محمود في المطوع القرآن الكريم وبعض الأحاديث النبوية وكانت هذه الدروس تقام في مسجد الشيخ قاسم وكان من بين الذين يدرسون مع خنجي في المطوع بسام البسام ومصطفى فقيهي وغيرهم وعشق هواية كرة القدم وكرة السلة والرسم وحصل على الدعم والتشجيع من الأهل ومن قبل الفنان واللاعب محمود أكبري ومن مدرسي التربية الفنية ومنهم خليل زباري وأحمد السني وأحمد يتيم وخليفة غانم الرميحي ومدير المدرسة الشرقية آنذاك حسن الجشي.

## المسيرة المهنية
عمل مدرس لمادتي الرسم والرياضة في مدرسة السلمانية ثم انتقل للتدريس في مدرسة الشرقية التحضيرية ومدرسة القضيبية ثم أصبح موجها لمدرسي التربية الفنية في مدارس البحرين حتى تقاعده.
انتقل للدراسة في معهد المعلمين بالعاصمة المصرية القاهرة من عام 1968 حتى عام 1970 حيث تعرف على العديد من الفنانين المصريين أبرزهم كمال عبيد وفي عام 1971 التحق خنجي بمدرسة ج. ج. للفنون الجميلة بمدينة بومباي في الهند في دورة تخصصية في النحت والخزف بإشراف الفنان الهندي الشهير كانوليكا. ثم في عام 1972 حصل على منحة دراسية مقدمة من المعهد الثقافي البريطاني لدراسة الفن في جامعة برايتون ولقد سنحت له الفرصة لزيارة المتاحف والمعارض الفنية في المملكة المتحدة وفرنسا وهولندا. وقد تأثر بأعمال الفنان العالمي هنري مور.
شارك خنجي في العديد من المعارض العربية والخليجية في كل من المملكة العربية السعودية والعراق والكويت وقطر وسلطنة عمان ومصر وسوريا كما شارك في عام 1980 في مهرجان أصيلة في المغرب. كانت آخر أمنياته امتلاك متحف يضم جميع أعماله التشكيلية والفنية.
يعد خنجي رائد من رواد الحركة التشكيلية في البحرين وعلى مستوى الوطن العربي وبالأخص في مجال النحت والتجسيمات الفنية في الفترة التي كانت اللوحة هي السائدة كما أنتج الكثير من الأعمال الفنية كالطينية والسيراميك وغيرها على حد قول الفنان التشكيلي عبد الله يوسف. ومن أعماله في مجال النحت مجسم السمكة والشراع الذي نصب على شارع الفاتح في المنامة مقابل النادي البحري عام 1986 والشراع وتمثال الانتظار.
لعب كرة القدم في خط الدفاع في أندية الاتحاد والنجوم والمحرق والنهضة ثم اتجه إلى التدريب فبدأ مع أشبال نادي الرفاع ثم قام بتدريب نادي النجمة الخليفية عام 1962 الذي انضم ضمن فرق الدرجة الثالثة واستمر في تدريب الفريق مدة ست سنوات. وكان من ضمن اللاعبين ولي العهد آنذاك (ملك البحرين حاليا) حمد بن عيسى بن سلمان آل خليفة وفي عام 1967 استطاع خنجي أن ينقل فريق النجمة الخليفية من الدرجة الثالثة إلى الدرجة الثانية بعد فوزه ببطولة الدرجة الثالثة إثر فوزه على فريق الجزائر الذي كان يدربه جاسم الصباغ بعد خطة ذكية اتبعها خنجي أذهلت لاعبي ومدرب فريق الجزائر بذلك الفوز الكبير بأربعة أهداف نظيفة ليفوز فريق النجمة الخليفية ببطولة الدرجة الثالثة عام 1967. وتخرج على يده الكثير من اللاعبين المتميزين ومنهم سعيد العبادي وفيروز غلوم ومحمد الأنصاري وحسن يوسف.

## الحياة الشخصية
ولخنجي ابنا من زوجته الفلبينية الذي حضر مراسم دفن والده إذ عاش مع والدته في الفلبين منذ ولادته وهو الوريث الشرعي له وقد باع البيت واختفى كل أثر من الثروة الثقافية والفنية الكبرى لخنجي ولا يعلم ما إذا تم بيع أو سرقة أو إلقائها في مكبات القمامة. وبعدها الابن هاجر إلى ألمانيا بعدما تسلم قيمة البيت وما لوالده من تركة مالية.

## التكريم والجوائز
حصل على وسام الكفاءة من ملك البحرين حمد بن عيسى بن سلمان آل خليفة. تم تكريم أعماله من خلال تجسيد مجسم السمكة الضخم المعروف في الشارع البحري.
حصل على جائزة دلمون الأولى في النحت والخزف للأعوام 1976 و1979 و1980 كما حصل على الشارة الخشبية للفنانين الرواد عام 1981.
كما قامت جمعية البحرين الشبابية ضمن برامج مشروعها الوطني مجلس الشباب البحريني الحائز على منحة من وزارة التنمية الاجتماعية بتكريم خنجي.

## الوفاة
توفي خنجي في يوم الإثنين الموافق 23 يونيو 2014 ووري الثرى في مقبرة المنامة.